# Canoa/kayak ai Giochi della XXIX Olimpiade - K2 500 metri femminile

## Batterie
Hanno partecipato alle batterie di qualificazione 17 equipaggi, suddivisi in 2 batterie: i primi 3 di ogni batteria si sono qualificati direttamente per la finale, mentre gli equipaggi dal 4º al 7º posto e il miglior 8° hanno disputato la semifinale.
19 agosto 2008
| Pos | Atleta                              | Paese       | Tempo    | Note |
| --- | ----------------------------------- | ----------- | -------- | ---- |
| 1   | Fanny Fischer e Nicole Reinhardt    | Germania    | 1:43.412 | QF   |
| 2   | Beata Mikołajczyk e Aneta Konieczna | Polonia     | 1:44.631 | QF   |
| 3   | Michala Mruzkova e Jana Blahova     | Rep. Ceca   | 1:45.104 | QF   |
| 4   | Anne Rikala e Jenni Mikkonen        | Finlandia   | 1:45.735 | QS   |
| 5   | Beatriz Manchon e Sonia Molanes     | Spagna      | 1:46.646 | QS   |
| 6   | Shinobu Kitamoto e Mikiko Takeya    | Giappone    | 1:46.980 | QS   |
| 7   | Ivana Kmetova e Martina Koholova    | Slovacchia  | 1:47.284 | QS   |
| 8   | Michele Eray e Bridgette Hartley    | Sudafrica   | 1:47.341 | QS   |
| 9   | Jessica Walker e Anna Hemmings      | Regno Unito | 1:47.435 |      |

| Pos | Atleta                               | Paese      | Tempo    | Note |
| --- | ------------------------------------ | ---------- | -------- | ---- |
| 1   | Katalin Kovács e Natasa Janics       | Ungheria   | 1:42.162 | QF   |
| 2   | Marie Delattre e Anne-Laure Viard    | Francia    | 1:43.832 | QF   |
| 3   | Hannah Davis e Lyndsie Fogarty       | Australia  | 1:45.124 | QF   |
| 4   | Kristin Ann Gauthier e Mylanie Barre | Canada     | 1:46.129 | QS   |
| 5   | Yvonne Schuring e Viktoria Schwarz   | Austria    | 1:46.980 | QS   |
| 6   | Stefania Cicali e Fabiana Sgroi      | Italia     | 1:47.018 | QS   |
| 7   | Beatriz Gomes e Helena Rodrigues     | Portogallo | 1:47.588 | QS   |
| 8   | Xu Linbei e Wang Feng                | Cina       | 1:47.645 | QS   |

## Semifinali
I primi tre equipaggi della semifinale si sono qualificati per la finale.
21 agosto 2008
| Pos | Atleta                               | Paese      | Tempo    | Note |
| --- | ------------------------------------ | ---------- | -------- | ---- |
| 1   | Shinobu Kitamoto e Mikiko Takeya     | Giappone   | 1:43.541 | QF   |
| 2   | Anne Rikala e Jenni Mikkonen         | Finlandia  | 1:44.624 | QF   |
| 3   | Yvonne Schuring e Viktoria Schwarz   | Austria    | 1:44.834 | QF   |
| 4   | Beatriz Manchon e Sonia Molanes      | Spagna     | 1:45.313 |      |
| 5   | Beatriz Gomes e Helena Rodrigues     | Portogallo | 1:46.021 |      |
| 6   | Stefania Cicali e Fabiana Sgroi      | Italia     | 1:46.163 |      |
| 7   | Ivana Kmetova e Martina Koholova     | Slovacchia | 1:46.380 |      |
| 8   | Michele Eray e Bridgette Hartley     | Sudafrica  | 1:47.018 |      |
| 9   | Kristin Ann Gauthier e Mylanie Barre | Canada     | 1:47.510 |      |

## Finale
23 agosto 2008
| Pos | Atleta                              | Paese     | Tempo    |
| --- | ----------------------------------- | --------- | -------- |
|     | Katalin Kovács e Natasa Janics      | Ungheria  | 1:41.308 |
|     | Beata Mikołajczyk e Aneta Konieczna | Polonia   | 1:42.092 |
|     | Marie Delattre e Anne-Laure Viard   | Francia   | 1:42.128 |
| 4   | Fanny Fischer e Nicole Reinhardt    | Germania  | 1:42.899 |
| 5   | Shinobu Kitamoto e Mikiko Takeya    | Giappone  | 1:43.291 |
| 6   | Hannah Davis e Lyndsie Fogarty      | Australia | 1:43.969 |
| 7   | Anne Rikala e Jenni Mikkonen        | Finlandia | 1:44.176 |
| 8   | Michala Mruzkova e Jana Blahova     | Rep. Ceca | 1:44.870 |
| 9   | Yvonne Schuring e Viktoria Schwarz  | Austria   | 1:44.965 |